# Oberea yunnana
Oberea yunnana är en skalbaggsart som beskrevs av Maurice Pic 1926. Oberea yunnana ingår i släktet Oberea och familjen långhorningar. Inga underarter finns listade i Catalogue of Life.